# Protoglyptodon
Protoglyptodon — вимерлий рід гліптодонтів. Він жив під час пізнього міоцену, а його скам'янілі останки були знайдені в Південній Америці.

## Опис
Ця тварина, як і всі гліптодонти, мала спинний панцир, що захищав значну частину тіла і складався з добре зрощених полігональних остеодерм. Остеодерми були дуже схожі на остеодерми Palaeohoplophorus, із середнього розміру, вдавленою центральною фігурою та зморшкуватими та неправильними периферійними ділянками. Зовнішній вигляд панцира у Protoglyptodon був більш неправильним.

## Класифікація
Protoglyptodon primiformis був вперше описаний у 1885 році Флорентіно Амегіно на основі неповних викопних останків, що походять з пізньоміоценових територій Аргентини, вперше помилково віднесених до олігоцену. Протогліптодон був членом триби Hoplophorini, різноманітної та довгоживучої групи гліптодонтів; Протогліптодон був тісно пов'язаний з більш відомим родом Palaehoplophorus.